# 那須赤十字病院
那須赤十字病院（なすせきじゅうじびょういん）は、栃木県大田原市にある医療機関である。日本赤十字社栃木県支部設置の病院である。人間ドック20床を備える。慶應義塾大学関連病院会に属する慶應義塾大学病院の関連病院である。また、獨協医科大学病院の関連病院でもある。

## 沿革
- 1949年（昭和24年）7月1日 日本医療団の解散に伴い、日本赤十字社が買収。日本赤十字社栃木支部、大田原赤十字病院を大田原市住吉町2丁目7番地に開設。
- 1972年（昭和47年）7月 鉄筋5階一部2階建てを竣工。
- 1982年（昭和57年）3月 本館及びエネルギーセンター増改築。
- 1998年（平成10年）6月 救命救急センター鉄筋2階建増築。
- 2009年（平成21年）10月 ドクターカーの運用開始。
- 2012年（平成24年）7月1日 新病院施設完成、移転開院。病院名称を｢那須赤十字病院｣に改称。

## 診療科
- 内科
- 小児科
- 外科
- 脳神経外科
- 呼吸器内科
- 整形外科
- 泌尿器科
- 産婦人科
- 眼科
- 形成外科
- 皮膚科
- 耳鼻咽喉科
- 心臓血管外科
- 放射線科
- 歯科口腔外科

（2016年3月現在）
診療協働部門
- 看護部
- 薬剤部
- 検査部
- 臨床工学技術課

## 医療機関の指定等
- へき地医療拠点病院 （1980年5月）
- エイズ治療拠点病院 （1995年3月）
- 地域周産期母子医療センター （1996年7月）
- 災害拠点病院 （1996年11月）
- 第三次救命救急センター （1998年6月）
- 臓器提供病院 （1998年6月）
- 訪問看護ステーション （1998年12月）
- 第二種感染症指定医療機関（1999年4月）[1]
- 臨床研修指定病院 （2003年10月）
- 栃木県脳卒中地域拠点病院 （2003年12月）
- 地域医療支援病院 （2006年12月）
- がん診療連携拠点病院 （2007年1月）
- 栃木県がん診療連携拠点指定病院（2010年4月）
- 栃木DMAT指定医療機関
- 公益財団法人日本医療機能評価機構認定病院[2]

## 交通アクセス
電車
- 東北本線（宇都宮線）西那須野駅東口より大田原市営バスまたは関東自動車バスにて「那須赤十字病院」下車。
- 東北新幹線 那須塩原駅東口より大田原市営バスにて「那須赤十字病院」下車。 車で約15分。

車
- 東北自動車道矢板I.C.より、国道4号を黒磯・大田原方面へ約30分。
- 東北自動車道西那須野塩原I.C.より、国道400号を大田原方面に約20分。